# Juan Carlos Sierra
Juan Carlos Sierra es un pelotari mexicano. En el Campeonato del Mundo de Pelota Vasca de 2002 obtuvo la medalla de bronce en la especialidad de Cesta punta junto a Francisco Valdés Basaguren. 